# Christian Ravel
Pour les articles homonymes, voir Ravel (homonymie).
Christian Ravel, né le 7 août 1948 à Arpajon (Seine-et-Oise) et mort en course à Spa le 8 juillet 1971, est un pilote motocycliste français de vitesse.

## Palmarès
- 1966 - Champion de France 250 cm3 (national)
- 1969
  - 38e au Championnat du Monde 250 cm3[3]
    - 9e en France
    - 10e aux Pays-Bas
- 1970 
  - Champion de France 500 cm3
  - 7e au Championnat du Monde 500 cm3 sur Kawasaki[4]
    - 8e en France
    - 2e en Belgique
    - 5e en Allemagne de l'Est
    - 8e en Espagne